# Lubiwka (obwód charkowski)
Lubiwka (ukr. Любівка) – wieś na Ukrainie, w obwodzie charkowskim, w rejonie bogoduchowskim, w hromadzie Krasnokutśk. W 2001 liczyła 878 mieszkańców, spośród których 839 wskazało jako ojczysty język ukraiński, 35 rosyjski, a 4 ormiański.